# 2. Schachbundesliga (Deutschland)
Die 2. Schachbundesliga ist die zweithöchste Spielklasse im deutschen Mannschaftsschach. Sie wurde zusammen mit der eingleisigen Bundesliga zur Saison 1980/81 eingeführt. Bei Gründung gehörten der 2. Bundesliga je acht Mannschaften in den Staffeln Nord, West, Südwest und Süd an, wobei Mannschaften der Landesverbände Berlin, Bremen, Hamburg und Niedersachsen der Staffel Nord angehörten, Mannschaften aus Nordrhein-Westfalen der Staffel West, Mannschaften aus Baden, Hessen, Rheinland-Pfalz und dem Saarland der Staffel Südwest und Mannschaften aus Bayern und Württemberg der Staffel Süd.
Ab der Saison 1984/85 spielten in jeder Staffel zehn Mannschaften. Zur Saison 1991/92 wurde die feste Staffeleinteilung nach Verbandszugehörigkeit aufgehoben, seitdem werden die Staffeln nach geographischen Gesichtspunkten eingeteilt, um die Reisekosten zu minimieren. Gleichzeitig trugen die Staffeln seit dieser Saison die Bezeichnungen Nord, Ost, Süd und West.
Seit der Saison 2024/25 wird die 2. Bundesliga in zwei Staffeln mit je 12 Mannschaften ausgetragen.

## Modus
Innerhalb jeder Staffel wird ein einfaches Rundenturnier ausgetragen, für die Endplatzierung ist zunächst die Anzahl der Mannschaftspunkte (2 Punkte für jeden gewonnenen Mannschaftskampf, 1 Punkt für jeden unentschiedenen Mannschaftskampf, 0 Punkte für jeden verlorenen Mannschaftskampf), anschließend die Anzahl der Brettpunkte (1 Punkt für jede Gewinnpartie, 0,5 Punkte für jede Remispartie, 0 Punkte für jede Verlustpartie) maßgeblich. 
Im Regelfall steigen die beiden Staffelsieger auf, während die beiden Zweitplatzierten einen Stichkampf um den dritten Aufstiegsplatz bestreiten.
Wenn ein Staffelsieger oder -zweiter nicht aufstiegsberechtigt ist (weil der betreffende Verein bereits durch eine Mannschaft in der 1. Bundesliga vertreten ist) oder auf den Aufstieg verzichtet, geht der dritte Aufstiegsplatz direkt an den Zweiten der anderen Staffel. Die letzten drei jeder Staffel steigen in die Oberliga ab.
Bis zur Saison 2023/24 stiegen die vier Staffelsieger auf; wenn ein Staffelsieger nicht aufstiegsberechtigt war oder auf den Aufstieg verzichtete, ging das Aufstiegsrecht auf den Zweiten (und ggf. auf den Dritten, wenn für den Zweiten das Gleiche gilt) dieser Staffel über. Wenn aus einer Staffel keiner der drei Erstplatzierten aufsteigen wollte, reduzierte sich die Anzahl der Absteiger aus der 1. Bundesliga. 

## Staffelsieger

### Saison 1980/81 bis 1990/91
| Saison  | Nord                   | West                    | Südwest                 | Süd                   |
| ------- | ---------------------- | ----------------------- | ----------------------- | --------------------- |
| 1980/81 | SK Johanneum Eppendorf | Düsseldorfer SG Rochade | SC Kettig 1924          | VfL Sindelfingen      |
| 1981/82 | SVg Lasker-Steglitz    | SG Enger/Spenge         | SV 03/25 Koblenz        | Münchener SC 1836     |
| 1982/83 | SC Braunschweig        | SK Münster 32           | SK Heidelberg           | VfL Sindelfingen      |
| 1983/84 | SC Kreuzberg           | König Frechen           | SK Zähringen 1921       | TB Erlangen           |
| 1984/85 | SK Zehlendorf          | PSV/BSV Wuppertal       | SK Heidelberg           | VfL Sindelfingen      |
| 1985/86 | Hamburger SG BUE       | SG Enger/Spenge         | Karlsruher SF 1853      | SV Fortuna Regensburg |
| 1986/87 | SK Zehlendorf          | SV Wattenscheid         | SK Zähringen 1921       | TB Erlangen           |
| 1987/88 | Delmenhorster SK       | SV Rochade Bielefeld    | SG Heidelberg-Kirchheim | Grundig Nürnberg      |
| 1988/89 | SK Zehlendorf          | SG Porz II. Mannschaft  | SV 1920 Hofheim         | SV Fortuna Regensburg |
| 1989/90 | SK König Tegel         | Bielefelder SK          | FTG Frankfurt           | Grundig Nürnberg      |
| 1990/91 | Hannoverscher SK       | SG Bochum 31            | SV 1920 Hofheim         | SV Fortuna Regensburg |

### Saison 1991/92 bis 2023/24
| Saison    | Nord                               | Ost                   | Süd                            | West                                              |
| --------- | ---------------------------------- | --------------------- | ------------------------------ | ------------------------------------------------- |
| 1991/92   | SC Stadthagen                      | Post SV Dresden       | SG Heidelberg-Kirchheim        | Delmenhorster SK                                  |
| 1992/93   | SK Zehlendorf                      | SC 1868 Bamberg       | SK Zähringen 1921              | SV Castrop-Rauxel                                 |
| 1993/94   | Werder Bremen                      | SV 1920 Hofheim       | SV Tübingen 1870               | PSV Turm Duisburg                                 |
| 1994/95   | Delmenhorster SK                   | SC 1868 Bamberg       | SK Passau                      | PSV/BSV Wuppertal                                 |
| 1995/96   | USC Magdeburg                      | SV Erfurt West        | Schachclub Eppingen            | SCA St. Ingbert                                   |
| 1996/97   | Schachfreunde Neukölln             | USG Chemnitz          | SK Zähringen 1921              | SVG 1920 Plettenberg                              |
| 1997/98   | Delmenhorster SK                   | USC Magdeburg         | SC Viernheim                   | SV Wattenscheid                                   |
| 1998/99   | Lübecker SV 1873                   | SK König Plauen       | TV Tegernsee                   | Godesberger SK                                    |
| 1999/2000 | SK König Tegel                     | TSV Schott Mainz      | SF Baiertal-Schatthausen       | ASV Zeppelin Neu Herne                            |
| 2000/01   | Königsspringer Hamburg             | Erfurter SK           | Stuttgarter Schachfreunde 1879 | SG Heiligenhaus                                   |
| 2001/02   | SC Kreuzberg                       | Schachclub Forchheim  | SC Baden Oos                   | SG Porz II. Mannschaft                            |
| 2002/03   | Bremer Schachgesellschaft von 1877 | SV 1920 Hofheim       | SCA St. Ingbert                | Sportfreunde Katernberg                           |
| 2003/04   | SC Kreuzberg II. Mannschaft        | Erfurter SK           | Schachclub Eppingen            | SG Porz II. Mannschaft                            |
| 2004/05   | Werder Bremen II. Mannschaft       | SC Leipzig-Gohlis     | SG Heidelberg-Kirchheim        | Godesberger SK                                    |
| 2005/06   | SK König Tegel                     | TSV Bindlach-Aktionär | SC Bann                        | SC Remagen                                        |
| 2006/07   | SK Zehlendorf                      | Erfurter SK           | SG Turm Trier 1877             | Godesberger SK                                    |
| 2007/08   | Schachfreunde Berlin               | USV TU Dresden        | Bayern München                 | SK Turm Emsdetten                                 |
| 2008/09   | SK König Tegel                     | Erfurter SK           | SK Heidelberg-Handschuhsheim   | SG Porz                                           |
| 2009/10   | Delmenhorster SK                   | ESV Nickelhütte Aue   | SV Griesheim                   | SG Porz                                           |
| 2010/11   | SK König Tegel                     | USV TU Dresden        | SV 1930 Hockenheim             | SG Porz                                           |
| 2011/12   | SK Norderstedt                     | Erfurter SK           | SV Griesheim                   | SG Porz                                           |
| 2012/13   | SK König Tegel                     | Bayern München        | SC Viernheim                   | SG Porz                                           |
| 2013/14   | SSC Rostock 07                     | ESV Nickelhütte Aue   | SK Schwäbisch Hall             | SG Porz                                           |
| 2014/15   | SK Norderstedt                     | Erfurter SK           | SV Griesheim                   | SG Porz                                           |
| 2015/16   | SK König Tegel                     | MSA Zugzwang 82       | SG Speyer-Schwegenheim         | SG Porz                                           |
| 2016/17   | SK Norderstedt                     | BCA Augsburg          | SF Deizisau                    | SG Porz                                           |
| 2017/18   | SG Turm Kiel                       | ESV Nickelhütte Aue   | SC Viernheim                   | TSV Schott Mainz                                  |
| 2018/19   | SV Lingen                          | Bayern München        | SG Speyer-Schwegenheim         | DJK Aufwärts St. Josef Aachen 1920 II. Mannschaft |
| 2019/21   | SK König Tegel                     | Münchener SC 1836     | SC Heusenstamm                 | Düsseldorfer SK 1914/25                           |
| 2021/22   | SK Kirchweyhe                      | Erfurter SK           | OSG Baden-Baden II. Mannschaft | SC Remagen-Sinzig                                 |
| 2022/23   | SV Glückauf Rüdersdorf             | MSA Zugzwang 82       | SC Ötigheim                    | SC Heimbach-Weis-Neuwied                          |
| 2023/24   | FC St. Pauli                       | Münchener SC 1836     | SF Bad Mergentheim             | Düsseldorfer SK 1914/25                           |

### Seit der Saison 2024/25
| Saison  | Nord          | Süd             |
| ------- | ------------- | --------------- |
| 2024/25 | SF Wolfshagen | MSA Zugzwang 82 |

## Aufsteiger in die 1. Bundesliga
Außer in den folgenden Fällen sind die vier (bis zur Saison 2023/24) bzw. zwei (seit der Saison 2024/25) Staffelsieger in die 1. Bundesliga aufgestiegen:
- 1988/89: Die zweite Mannschaft der SG Porz war nicht aufstiegsberechtigt, daher ging das Aufstiegsrecht auf den Zweitplatzierten SF Dortmund-Brackel über.
- 1990/91: Durch die Vereinigung des Spielbetriebs des Deutschen Schachbundes und des Deutschen Schachverbandes standen nur zwei Aufstiegsplätze zur Verfügung. Die Staffelsieger bestritten ein Turnier, in dem sich die SG Bochum 31 und der Hannoversche SK für die 1. Bundesliga qualifizieren konnten. → Hauptartikel: „Qualifikationsturnier zur 1. Bundesliga 1991/92“ im Artikel Schachbundesliga 1990/91
- 1999/2000: Zeppelin Neu Herne verzichtete auf den Aufstieg in die 1. Bundesliga. Da auf dem zweiten Platz die nicht aufstiegsberechtigte zweite Mannschaft der SG Porz landete, stieg stattdessen der Drittplatzierte SC Hassel Königsspringer Gelsenkirchen auf.
- 2001/02: Die zweite Mannschaft der SG Porz war nicht aufstiegsberechtigt, daher ging das Aufstiegsrecht auf den Zweitplatzierten SK Turm Emsdetten über.
- 2003/04: Weder die zweite Mannschaft des SC Kreuzberg noch die zweite Mannschaft der SG Porz war aufstiegsberechtigt, stattdessen stiegen die jeweils Zweitplatzierten Preetzer TSV in der Nord-Staffel und SV Mülheim-Nord in der West-Staffel auf.
- 2004/05: Die zweite Mannschaft von Werder Bremen war nicht aufstiegsberechtigt, den Aufstiegsplatz nahm der Zweitplatzierte SK Zehlendorf ein.
- 2008/09: Die SG Porz verzichtete auf den Aufstieg. Da auch der Zweitplatzierte SG Bochum 31 nicht aufsteigen wollte und auf dem dritten Platz die nicht aufstiegsberechtigte zweite Mannschaft der SG 1868-Aljechin Solingen landete, stellte die Staffel West in dieser Saison keinen Aufsteiger zur 1. Bundesliga; stattdessen blieb der FC Bayern München als bestplatzierter Absteiger in der 1. Bundesliga.
- 2009/10: Die SG Porz verzichtete auf den Aufstieg. Da auch der Zweitplatzierte SC Hansa Dortmund und der Drittplatzierte SG Bochum 31 nicht am Aufstieg interessiert waren, stellte die Staffel West in dieser Saison keinen Aufsteiger zur 1. Bundesliga; stattdessen blieb der FC Bayern München als bestplatzierter Absteiger in der 1. Bundesliga.
- 2010/11: Die SG Porz verzichtete auf den Aufstieg, stattdessen stieg der Zweitplatzierte SC Hansa Dortmund auf.
- 2011/12: Mit dem Erfurter SK und der SG Porz verzichteten zwei Staffelsieger auf den Aufstieg. Das Aufstiegsrecht nahmen stattdessen die jeweiligen Zweitplatzierten Schachclub Forchheim in der Ost-Staffel und der Wiesbadener Schachverein in der West-Staffel ein.
- 2012/13: Die SG Porz verzichtete auf den Aufstieg. Da auch der Zweitplatzierte DJK Aufwärts St. Josef Aachen 1920 und der Drittplatzierte SG Bochum 31 nicht am Aufstieg interessiert waren, stellte die Staffel West in dieser Saison keinen Aufsteiger zur 1. Bundesliga; stattdessen blieben die Schachfreunde Berlin als bestplatzierter Absteiger in der 1. Bundesliga.
- 2013/14: Mit der SG Porz und dem ESV Nickelhütte Aue verzichteten zwei Staffelsieger auf den Aufstieg. Das Aufstiegsrecht nahmen stattdessen die jeweiligen Zweitplatzierten SC Hansa Dortmund (Staffel West) und USV TU Dresden (Staffel Ost) wahr.
- 2014/15: Die SG Porz verzichtete auf den Aufstieg. Da auch der Zweitplatzierte DJK Aufwärts St. Josef Aachen und der Drittplatzierte Bochumer SV nicht am Aufstieg interessiert waren, stellte die Staffel West in dieser Saison keinen Aufsteiger zur 1. Bundesliga; stattdessen blieb der FC Bayern München in der 1. Bundesliga.
- 2015/16: Die SG Porz verzichtete auf den Aufstieg, stattdessen stieg der Zweitplatzierte DJK Aufwärts St. Josef Aachen auf.
- 2016/17: Mit der SG Porz und BCA Augsburg verzichteten zwei Staffelsieger auf den Aufstieg. In der West-Staffel nahm (da auch der Zweitplatzierte SV Würselen nicht aufsteigen wollte) stattdessen der Drittplatzierte SV 1920 Hofheim das Aufstiegsrecht wahr. Die Ost-Staffel stellte in dieser Saison keinen Aufsteiger zur 1. Bundesliga, nachdem der Zweitplatzierte ESV Nickelhütte Aue und der Drittplatzierte Erfurter SK ebenfalls auf den Aufstieg verzichteten; stattdessen blieb die SG Speyer-Schwegenheim als bester Absteiger in der 1. Bundesliga.
- 2017/18: Mit dem TSV Schott Mainz und dem ESV Nickelhütte Aue verzichteten zwei Staffelsieger auf den Aufstieg. Das Aufstiegsrecht nahmen stattdessen die jeweiligen Zweitplatzierten Düsseldorfer SK 1914/25 (Staffel West) und BCA Augsburg (Staffel Ost) wahr.
- 2018/19: Die zweite Mannschaft des DJK Aufwärts St. Josef Aachen war nicht aufstiegsberechtigt, an ihrer Stelle stieg der Zweitplatzierte Aachener Schachverein 1856 auf.
- 2019/21: Der SC Heusenstamm verzichtete auf den Aufstieg. Da auch der Zweitplatzierte SC Emmendingen nicht aufsteigen wollte und auf dem dritten Platz die nicht aufstiegsberechtigte zweite Mannschaft der OSG Baden-Baden landete, stellte die Süd-Staffel keinen Aufsteiger zur 1. Bundesliga; in dieser reduzierte sich die Zahl der Absteiger.
- 2021/22: Die zweite Mannschaft der OSG Baden-Baden war nicht aufstiegsberechtigt, während der Erfurter SK auf den Aufstieg verzichtete. An ihrer Stelle stiegen die jeweils Zweitplatzierten TSV Schönaich (Staffel Süd) und SV Deggendorf (Staffel Ost) auf.
- 2022/23: Anstelle des SV Glückauf Rüdersdorf stieg aus der Nord-Staffel der Drittplatzierte HSK Lister Turm auf (den zweiten Platz belegte die nicht aufstiegsberechtigte zweite Mannschaft des Hamburger SK).
- 2023/24: Der Münchener SC 1836 verzichtete auf den Aufstieg, an seiner Stelle stieg der Zweitplatzierte SV Deggendorf auf.
- 2024/25: Neben den beiden Staffelsiegern stiegen auch die Schachfreunde Berlin auf, die sich im Stichkampf gegen den SV 1920 Hofheim durchsetzten.

## Kuriositäten
- Bis zur Saison 1989/90 war es vorgesehen, dass bei Gleichstand nach Mannschaftspunkten nicht die Brettpunkte über Auf- oder Abstieg entschieden, sondern in diesem Fall Stichkämpfe gespielt wurden. Dies führte unter anderem dazu, dass in der Saison 1980/81 in der Staffel Süd sechs der acht Mannschaften an Stichkämpfen beteiligt waren (zwei um den Aufstieg, vier gegen den Abstieg) und in der Saison 1988/89 in der Staffel Südwest sechs Mannschaften gegen den Abstieg stechen mussten.
- In zwei Spielzeiten stammten in der Staffel Nord sechs der zehn Mannschaften aus derselben Stadt; und zwar kamen in der Saison 1984/85 sechs Mannschaften aus Hamburg, in der Saison 1991/92 sechs Mannschaften aus Berlin.
- Durch die flexible Staffeleinteilung können Mannschaften eines Verbandes in unterschiedlichen Staffeln vertreten sein. Vereine aus Hessen haben bereits in allen Staffeln gespielt, außerdem waren auch Vereine aus Baden, Bayern, Berlin, Bremen, Niedersachsen, Rheinland-Pfalz, dem Saarland, Sachsen und Sachsen-Anhalt in unterschiedlichen Staffeln vertreten.
- In vier Spielzeiten waren Vereine aus derselben Stadt in zwei Staffeln vertreten. In den Saisons 2000/01 und 2001/02 spielte jeweils der SC Leipzig-Gohlis in der Nord-Staffel, während Lok Leipzig-Mitte in beiden Saisons der Ost-Staffel angehörte. In den Saisons 2007/08 und 2008/09 war Rotation Pankow in die Ost-Staffel eingeteilt, während die übrigen Berliner Zweitligisten (in der Saison 2007/08 SF Berlin, König Tegel und die zweite Mannschaft des SC Kreuzberg, in der Saison 2008/09 König Tegel, SK Zehlendorf, TSG Oberschöneweide sowie die zweite Mannschaft des SC Kreuzberg) in der Nord-Staffel antraten.
- Der TSV Schott Mainz, der SV 1920 Hofheim und die SF Schöneck gehörten bereits vier unterschiedlichen Staffeln an. Vor der deutschen Wiedervereinigung waren die drei Vereine fest der Südwest-Staffel zugeordnet (die 1991 aufgelöst wurde), danach waren sie in den Staffeln Süd, Ost und West vertreten.
- Der SC Leipzig-Gohlis und der TSV Schott Mainz wechselten in drei aufeinander folgenden Jahren die Staffelzugehörigkeit. Die Leipziger spielten in den Saisons 2001/02 und 2003/04 in der Nord-Staffel und in den Saisons 2002/03 und 2004/05 in der Ost-Staffel. Mainz spielte in den Saisons 2007/08 und 2009/10 in der West-Staffel und in den Saisons 2008/09 und 2010/11 in der Süd-Staffel.

## 2. Schachbundesliga der Frauen
Auch im deutschen Mannschaftsschach der Frauen wird die zweithöchste Spielklasse als 2. Bundesliga bezeichnet. Diese existiert seit der Saison 1991/92 und besteht aus drei Staffeln mit je acht Vereinen. Die drei Staffelsieger sind berechtigt, in die 1. Bundesliga der Frauen aufzusteigen, die beiden Letztplatzierten jeder Staffel steigen in die Regionalliga der Frauen ab.